# Music for You
Music for You ist ein Jazzalbum von Freddie Redd. Die in New York im November 2014 entstandenen Aufnahmen erschienen 2015 auf SteepleChase Records.

## Hintergrund
Mitte der 2010er-Jahre hatte der Pianist Freddie Reed, nach längerer Abwesenheit in Aufnahmestudios, die Gelegenheit zwei Alben für SteepleChase Records einzuspielen, zunächst Ende 2014 Music for You in Triobesetzung mit Jay Anderson am Bass und Billy Drummond am Schlagzeug. Zeitgleich erfolgten auch Aufnahmen für das Folgealbum With Due Respect, das der Pianist mit John Mosca, James Byars, Chris Byars, Stefano Doglioni, Jay Anderson und erneut Billy Drummond einspielte. Die zweite Session für dieses Album im Februar 2015 waren auch die letzten Aufnahmen des Pianisten, der im März 2021 im Alter von 92 Jahren starb.
Saxophonist Chris Byars empfahl Redd dem SteepleChase-Produzenten Nils Winther und stellte auch die Session zusammen. Der Gesundheitszustand des Pianisten (dieser war zum Zeitpunkt der Sessions bereits 86 Jahre alt) beschränkte seine Teilnahme zunächst, und Stanley Cowell wurde gerufen, um eine Aufnahmesession mit der vorhandenen Rhythmusgruppe aus Jay Anderson und Billy Drummond in Redds Abwesenheit abzuschließen. Diese Musik wurde 2014 unter Cowells Namen veröffentlicht (Are You Real). Bei der Triosession mit Jay Anderson und Billy Drummond spielte Redd ein Programm vorwiegend aus bekannten Jazzstandards wie „How High the Moon“, „All the Things You Are“, „Lover Man“, „I’ll Remember April“ und „’Round Midnight“.

## Titelliste
- Freddie Redd Trio – Music for You (SteepleChase SCCD 31796)[2]

1. There Will Never Be Another You (Harry Warren) 7:21
2. Blues for You (Freddie Redd) 7:43
3. How High the Moon (Lewis Morgan, Nancy Hamilton) 6:34
4. All the Things You Are (Jerome Kern) 10:43
5. Cherokee (Ray Noble) 6:34
6. Round About Midnight (Thelonious Monk, Cootie Williams) 7:37
7. Perdido (Juan Tizol) 8:45
8. Lover Man (Ram Ramirez) 8:35
9. I’ll Remember April (Gene DePaul) 10:08

## Rezeption
Derek Taylor schrieb in Dusted, Redds Fähigkeiten seien ausgeprägt und seine Stimmung sympathisch, aber sein Vortrag von „There Will Never Be Another You“ sei enttäuschend. Der Autor lobt hingegen Redds gemessene und sofort einschmeichelnde Interpretation des Klassikers „Cherokee“; das fortwährende Hindernisrennen der Bop-Melodien entfalte sich in einem Tempo, das gemächlicher sei sonst üblich, und das sei umso besser. Seine Version von „’Round Midnight“ tausche eckige Kanten, offene Melancholie und Melodik gegen ein sanftes, tiefes Bass-Pochen und ein geschicktes Besen-Spiel, bevor mit lateinamerikanischen Rhythmen geflirtet werde. In den Liner Notes gebe es ein Zitat, notiert Taylor, das Redds kreative Philosophie durch farbenfrohe Bilder auf den Punkt bringe: „Ich werde niemals so spielen wie Bud Powell. Ich könnte die ganze plastische Chirurgie der Welt bekommen und alles trinken, was ich will, aber es wird immer noch Freddie Redd herauskommen.“ Auf liberale Weise bevorzuge der Pianist einen Ansatz, der auf eine belastbare Publikumsliebe hinweise und bestätige, dass sich hier viel mehr als nur kinästhetisches Gedächtnis vollziehe.